# وینسنت یه
وینسنت یه (انگلیسی: Vincent Ye؛ زادهٔ ۹ اوت ۱۹۶۶) بازیکن فوتبال اهل بورکینافاسو است.
از باشگاه‌هایی که در آن بازی کرده‌است می‌توان به باشگاه فوتبال المپیک لیون اشاره کرد.